# Ebernhahn

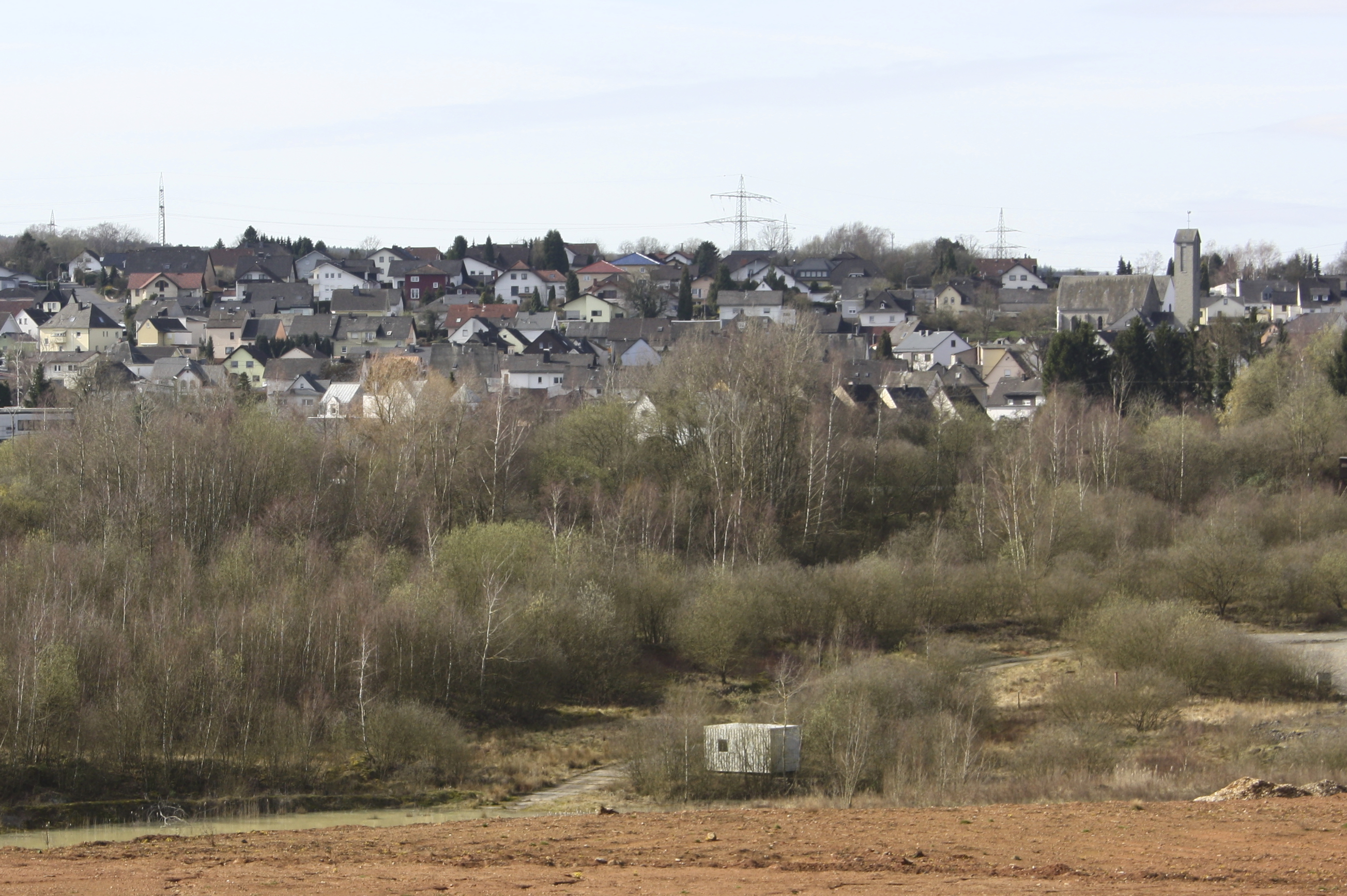
Ansicht von Ebernhahn (2020)

Ebernhahn ist eine Ortsgemeinde im Westerwaldkreis in Rheinland-Pfalz. Sie gehört der Verbandsgemeinde Wirges an.

## Geographie

### Nachbargemeinden
Die Nachbargemeinden sind Siershahn, Wirges, Dernbach und Ransbach-Baumbach.

## Geschichte
Urkundlich zum ersten Mal eindeutig im Jahre 1324 als Evernhan erwähnt, gehört Ebernhahn zu den jüngeren Westerwalddörfern und tritt im Verlauf des Mittelalters kaum in Erscheinung. Nach den verheerenden Auswirkungen des Dreißigjährigen Krieges (1618–1648) zählte es zusammen mit dem benachbarten Siershahn gerade noch 42 Einwohner.
Ebernhahn, dessen Name sich aus dem althochdeutschen Wort hag für „Gehege“ oder „Hain“ herleitet (übersetzt also etwa: „zum Gehege des Ebers gehörig“), stand bis 1803 unter kurtrierischer, dann unter nassauischer, ab 1866 schließlich unter preußischer Verwaltung und zählt seit 1971 zur Verbandsgemeinde Wirges, seit 1974 zum Westerwaldkreis mit der Kreisstadt Montabaur.
Mitte des 19. Jahrhunderts hielt die Industrie Einzug in die Gemeinde, allen voran die tonfördernden Betriebe. Mit der Industrialisierung nahm der Ort, wie alle Gemeinden des Kannenbäckerlandes, eine rasante Aufwärtsentwicklung: Zählte Ebernhahn im Jahre 1818 gerade einmal 241 Einwohner, so waren es um die Jahrhundertwende schon etwa 500.
Da die großen Tonbetriebe allesamt von außen nach Ebernhahn drangen, entwickelte sich als notwendige Reaktion darauf am Ort selbst das Fuhrgewerbe, das über das Ende des Tonabbaus in der Gemarkung hinaus bis heute in Form von großen Personenverkehrs- und Lasttransportunternehmen den wichtigsten Träger der örtlichen Wirtschaft darstellt.
Am 11. März 1945 fiel der Ort einem schweren Bombenangriff durch die U.S. Air Force zum Opfer, bei dem 52 Menschen ums Leben kamen und 32 Gebäude völlig zerstört wurden.

## Religion

### Katholische Pfarrei und Pfarrkirche „Mariä Empfängnis“

#### Geschichte der Pfarrei
1902 wurde Ebernhahn zur eigenständigen Kapellengemeinde ernannt. 1921 wurde Ebernhahn zur Pfarrvikarie, 1964 zur Pfarrei erhoben. Bis April 1984 hatte die Pfarrei einen eigenen Seelsorger. Danach teilte sich Ebernhahn den Ortspfarrer mit dem benachbarten Dernbach. Angesichts des fortschreitenden Priestermangels musste Ebernhahn im Jahr 1996, ebenso wie Dernbach, unter Erhalt des Status einer Pfarrgemeinde dem Pfarreienverband Wirges eingegliedert werden. Seit dem 1. Januar 2015 ist Ebernhahn ein Kirchort der „Pfarrei neuen Typs“ St. Bonifatius Wirges.

#### Geschichte der Pfarrkirche
1871 wurde in Ebernhahn die erste Kapelle errichtet. Diese wurde 1911 niedergelegt und die Kirche Mariä Empfängnis errichtet. Die Kirche wurde 1958 erweitert und 1965 durch den heutigen Glockenturm (statt des früheren Zwiebelturms) ergänzt. Im Jahr 1978 erfolgte eine Renovierung des Kircheninnern. 1997 fanden umfangreiche Außenarbeiten statt. Außerdem wurden Pfarrheim und Sakristei umgebaut. Im Jahre 2006 erfolgte dann eine grundlegende Renovierung und Neugestaltung des Innenraumes der Pfarrkirche „Mariä Empfängnis“. Entscheidendes architektonisches Merkmal ist dabei die Verlagerung des Altares aus dem Chorraum heraus nach vorne in das Zentrum eines aus vier Segmenten bestehenden Halbkreises, der von den Bänken für die Gottesdienstbesucher gebildet wird. Am 4. November 2006 wurde der neu errichtete Altar, dessen Deckstein aus dem alten Altar gefertigt ist, von Abt emeritus Thomas Denter feierlich geweiht.

#### Patrozinium und Kirchweih
Das Patrozinium der Pfarrei ist am 8. Dezember, dem „Hochfest der ohne Erbsünde empfangenen Gottesmutter Maria“. Sein Kirchweihfest feiert Ebernhahn alljährlich am ersten Sonntag im Mai.

### Evangelische Christen
In Ebernhahn leben etwa 100 evangelische Christen, die zur evangelischen Martin-Luther-Kirchengemeinde Wirges gehören.

## Politik

### Gemeinderat
Der Gemeinderat in Ebernhahn besteht aus 16 Ratsmitgliedern, die bei der Kommunalwahl am 9. Juni 2024 in einer personalisierten Verhältniswahl gewählt wurden, und dem ehrenamtlichen Ortsbürgermeister als Vorsitzendem.
Die Sitzverteilung im Gemeinderat:
| Wahl | CDU | FWG | WGR | BLE | UWE | Gesamt   |
| ---- | --- | --- | --- | --- | --- | -------- |
| 2024 | –   | –   | –   | 6   | 10  | 16 Sitze |
| 2019 | –   | –   | –   | 9   | 7   | 16 Sitze |
| 2014 | 6   | –   | –   | 10  | –   | 16 Sitze |
| 2009 | 4   | 9   | 3   | –   | –   | 16 Sitze |
| 2004 | 5   | 7   | 4   | –   | –   | 16 Sitze |

- FWG = Freie Wählergruppe Ebernhahn e. V.
- BLE = Bürgerliste Ebernhahn e. V.
- UWE = Unabhängige Wählervereinigung Ebernhahn e. V.

### Bürgermeister
Thomas Schenkelberg wurde am 15. August 2019 Ortsbürgermeister von Ebernhahn. Bei der Direktwahl am 26. Mai 2019 war er mit einem Stimmenanteil von 50,71 % für fünf Jahre gewählt worden. Bei der Kommunalwahl 2024 erreichte er als gemeinsamer Kandidat der im Ortsgemeinderat vertretenen Gruppierungen 85,2 % aller Stimmen.
Schenkelbergs Vorgänger waren seit 2014 Rüdiger Gemmer und zuvor Hannelore Quernes.

### Wappen
| Wappen von Ebernhahn | Blasonierung: „Von Rot und Silber stufenförmig schräglinks geteilt; oben ein silbernes Wagenrad mit acht Speichen, unten ein neunblättriger grüner Ebereschenzweig.“ |
| Wappen von Ebernhahn | Wappenbegründung: Rot und Silber stehen für die kurtrierischen Farben. Die gezeigten Symbole beschreiben drei besondere Merkmale der Gemeinde Ebernhahn: die Stufen weisen auf den Tonbergbau hin, das Wagenrad auf das ansässige Fuhrgewerbe und der Ebereschenzweig auf die etymologische Herkunft des Ortsnamens. |

### Gemeindepartnerschaft
Seit 1973 besteht eine Partnerschaft zwischen Ebernhahn und der französischen Gemeinde Marolles-les-Braults im Département Sarthe. Die offiziellen Partnerschaftstreffen finden alljährlich am Pfingstwochenende statt; bei geraden Jahreszahlen in Ebernhahn, bei ungeraden in Marolles-les-Braults. Am 22. April 2007 erhielt der Platz vor der Mehrzweckhalle in Ebernhahn nach einer grundlegenden Neugestaltung als Ausdruck der partnerschaftlichen Verbindung den Namen „Place Marolles“.

## Verkehr
Ebernhahn liegt an der A 3 auf der Höhe des Dernbacher Dreiecks. Bis zur Anschlussstelle Ransbach-Baumbach sind es rund 3 km, bis Montabaur rund 8 km. 
In gleicher Entfernung liegt der Bahnhof Montabaur an der Schnellfahrstrecke Köln–Rhein/Main und der Bahnstrecke Limburg-Staffel–Siershahn.
Die Gemeinde Ebernhahn hat einen Haltepunkt an der teilweise im Touristikverkehr betriebenen Bahnstrecke Engers–Au, welche auch als Holzbachtalbahn bzw. Brexbachtalbahn bezeichnet wird.
Im Auftrag des Verkehrsverbundes Rhein-Mosel verkehren Regionalbusse nach Montabaur und Koblenz, naheliegender Anschluss an den Eisenbahnverkehr besteht am Haltepunkt Wirges, hier verkehrt die RB 29 u. a. nach Siershahn, Montabaur, Diez-Ost und Limburg an der Lahn.

## Dorfleben
Über die Grenzen des Westerwaldes hinaus ist Ebernhahn bekannt durch seine rund 30 ortsansässigen Firmen und seine zahlreichen Vereine, darunter der 1913 gegründete Musikverein  und die seit 1980 bestehenden Wanderfreunde Ebernhahn.
Der Musikverein bestreitet als markantes Ereignis in jedem Herbst mit drei anderen Orchestern an wechselnden Orten ein Ringkonzert. Am letzten Wochenende vor den Sommerferien gibt der Musikverein alljährlich eine Serenade unter freiem Himmel an der alten Dorflinde im Ortszentrum. Die Wanderfreunde sind allwöchentlich national, teilweise international bei zahlreichen Wanderveranstaltungen vertreten. Im August jeden Jahres veranstalten die Wanderfreunde ihre eigene „Internationale Volkswanderung“.
Der im Jahr 1880 gegründete, national wie international vielfach ausgezeichnete Männergesangverein Thalia wurde im Jahr 2011 in einen gemischten Chor umgewandelt. Der 1949 gegründete Kirchenchor Ebernhahn hat sich 2013 aufgelöst.
Im sportlichen Bereich sind zwei Tennisvereine (TC Blau Weiß, TC 77) sowie der 2008 gegründete Fußballsportverein aktiv.

### Kulinarisches
Der Heimatforscher Werner Greif aus Montabaur berichtet:

„In den 1930er Jahren mussten sich die Ebernhähner Männer in Montabaur ihr Stempelgeld abholen. Anschließend gingen sie noch in die Wirtschaft Kalb und bestellten sich einen halben Hängel Fleischwurst, ein Schösschen (Doppelbrötchen) und eine Flasche Bier. Heute noch kann man in vielen einheimischen Gasthäusern „einen Ewernhähner“ bestellen.“

Der größte Döppekooche der Welt, eine rheinische Spezialität, an dessen Herstellung elf Amateurköche beteiligt waren, wurde 1983 in einer Ebernhahner Brotfabrik gebacken. Er ergab etwa 4000 Portionen bei einer Oberfläche von fast 5 Quadratmetern.

### Dorfhymne
Seit Juni 2006 hat Ebernhahn unter dem Titel „Dou bess dott Dorf“ (Ebernhahner Dialekt für „Du bist das Dorf“) eine eigene Hymne.

### Kontroverse
Im Jahr 2014 entschied der Gemeinderat über den Verkauf der gemeindeeigenen Grundstücke auf der Gemarkung Kronenacker, was zu Differenzen innerhalb der Bürgerschaft führte.

## Persönlichkeiten
- Joseph Frosch (1733–1802), Abt von Marienstatt
- Josef Wagner (1877–1945), Landwirt, Bürgermeister und Mitglied des Provinziallandtages der Provinz Hessen-Nassau
- Gabi Weber (* 1955), Politikerin (SPD)